# Сальский мебельный комбинат
Сальский мебельный комбинат — крупное мебельное промышленное предприятие по производству кухонной мебели, располагавшееся в городе Сальске Ростовской области.

## История
Предприятие основано в январе 1926 года как деревообрабатывающая мастерская. Одним из крупных заказов в первые годы её существования было изготовление полевых вагончиков и 32-х четырёх-квартирных домов для совхоза «Гигант» Сальского округа Северо-Кавказского края. В то время на предприятии было занято 160 человек.
С 1930 –х  годов предприятие расширялось, построен мебельный цех, в котором были установлены 50 станков. Новое производство получило новое наименование – Сальская мебельная фабрика. С 1935 года ассортимент продукции составляли – шкафы для одежды и белья, стулья, столы, табуретки, плательные шкафы и шифоньеры.
В годы Великой Отечественной войны мебельная фабрика наладила производство упаковок для боеприпасов. Перед оккупацией города, фабрика была эвакуирована.
После освобождения города Сальска фабрика была восстановлена и получила новое наименование Сальский лесокомбинат, который производил стулья, кушетки, столы обеденные, табуретки.
С 1961 года лесокомбинат был переименован в Сальский мебельный комбинат. С 1964 года комбинат стал специализироваться на выпуске кухонной мебели.
В 1967 году комбинат начал выпуск наборов кухонной мебели. На предприятии  работало 930 человек (830 рабочих, 70 инженеров и техников, 30 служащих).
В конце 1960-х годов в структуру предприятия входили: цех №1 с участками лесопиления, сушки, раскройки, цеха №2 и №3 с законченным циклом производства кухонной мебели.
В 1975 году мебельный комбинат стал применять новые облицовочные материалы – синтетический шпон, а с 1976 года  для отделки деталей кухонной мебели использовались алюминиевые вставки.
К началу 1980-х годов предприятие имело 3 цеха, 16 смен, 5 участков, 27 бригад, коллектив насчитывал 1000 человек.
В 1985 году началась новая реконструкция мебельного комбината, построен главный корпус площадью 15000 квадратных метров. Реконструкция производства в Сальске было объявлено Всесоюзной ударной стройкой. Первая очередь была введена в эксплуатацию в 1986 году, а вторая в 1988 году.
После проведенной реконструкции, по сути построенного нового мебельного комбината, где принимали активное участие в монтировании современного оборудования представители Германской Демократической республики, продолжалось производство кухонных наборов.  На предприятии трудилось 1280 человек. Сальский мебельный комбинат был одним из градообразующих предприятий города Сальска.

## Продукция комбината
Кухни СК-464
Кухонные наборы «Сальчанка», «Эффект», «Нарцисс», «Светлана».

## Поставки продукции за рубеж
Кухонные наборы сальской мебели поставлялись в такие страны, как Монголия, Индия, Гвинея, Камбоджа, страны арабского Востока.

## Награды
В 1975 году кухонному набору «Сальчанка» был присвоен Государственный знак качества СССР.
В 1975 году на ВДНХ СССР сальской мебели были присвоены серебряная и бронзовая медали.

## Современность
В 1992 году Сальский мебельный комбинат был преобразован в открытое акционерное общество «Самек».
В конце 1990-х годов начале 2000-х годов предприятие переживает трудные времена.
В 2000 году на базе Сальского мебельного комбината был образован Сальский филиал ОАО «Волгодонский комбинат древесных плит».
В 2007 году Главный корпус предприятия (15000 квадратных метров) был реконструирован под Торговый центр «Скиф».